# Otto Weber (Politiker, 1898)
Otto Weber (* 8. Mai 1898 in Wien, Österreich-Ungarn; † 13. September 1969 ebenda) war ein österreichischer Politiker der Sozialdemokratischen Partei Österreichs (SPÖ).

## Leben
Weber war nach der Matura bei der Wiener Gebietskrankenkasse in leitender Position beschäftigt. Er war seit jungen Jahren politisch engagiert und Mitglied der Sozialdemokratischen Partei. Wegen seiner politischen Einstellung war er den Austrofaschisten unter Bundeskanzler Kurt Schuschnigg während des Österreichischen Bürgerkrieges ein Dorn im Auge und deshalb auch mehrmals inhaftiert. Nach dem Anschluss Österreichs an das Deutsche Reich wurde er 1939 in die deutsche Wehrmacht einberufen. Kurz vor Kriegsende im April 1945 konnte er aus dem Raum Perchtoldsdorf desertieren und kehrte nach Wien zurück. Sein Heimatwohngebiet Aspern im 22. Wiener Bezirk war zu diesem Zeitpunkt bereits von der Roten Armee besetzt. Kurz nach seiner Rückkehr hat er 1945 dort die Sozialistische Partei Österreichs gegründet.
Otto Weber galt als ein guter Organisator beim Wiederaufbau des 22. Bezirkes und wurde von seinen Parteifreunden zum Bezirksparteiobmann der SPÖ Donaustadt ernannt und bei den Wiener Wahlen Gemeinderat und Landtagsabgeordneter der Stadt Wien. Diese Funktionen übte er von 1945 bis 1954 aus. Otto Weber wurde am Wiener Zentralfriedhof bestattet. In Anerkennung seiner Verdienste hat die Stadt Wien zu seinen Ehren 1993 eine Gasse im Bereich der Siedlung Rügenau in Aspern nach ihm benannt.